# سیارک ۱۲۴۷۲
سیارک ۱۲۴۷۲ (به انگلیسی: 12472 Samadhi، نامگذاری:1997CW11) دوازده هزار و چهارصد و هفتاد و دومین سیارک کشف شده‌است که در ۳ فوریه ۱۹۹۷ کشف شد.
قدر مطلق سیارک برابر ۶.۴ است.